# Спарта (Бродниця)
Бродницький Спортивний клуб Спарта або просто «Спарта» (пол. Brodnicki Klub Sportowy Sparta) — професіональний польський футбольний клуб з міста Бродниця. Команду засновано в 1913 році під назвою «Гімназійський Футбольний Клуб». Протягом 6 років вона виступала в Другій лізі чемпіонату Польщі: 1994/95, 1998/99, 1999/00, 2000/01, 2001/02, 2002/03.

## Досягнення
- Четверта ліга чемпіонату Польщі (куявсько-поморська група)
  -  Чемпіон (3): 1997/98, 2010/11, 2013/14

- Окружний етап Кубку Польщі
  -  Володар (1): 1984
  -  Фіналіст (1): 2010/11

## Відомі гравці
- Лукаш Фабіанський
- Якуб Вавжиняк
- Роберт Кльос
- Якуб Заблоцький